# Oliver Forsberg
Gösta Hänry Oliver Forsberg, född 25 juli 1908 i Vaggeryd, Byarums församling, Jönköpings län, död 27 december 1988 i Hok, Svenarums församling, Jönköpings län, var en svensk konstnär.
Han var son till hotellägaren John Forsberg och Marhilda Andersson och från 1948 gift med Ingrid Matilda Thordenberg (1911–1964).
Forsberg studerade vid Slöjdföreningens skola i Göteborg 1930–1935 samt under en studieresa till Danmark. Under studietiden drabbades han av lungtuberkulos. På grund av sin TBC fick han inte det friskintyg som behövdes för en fast lärartjänst. En kortare tid var han lärare på en vanföreanstalt. Han medverkade i Smålandsmässans utställning i Ljungby och en rad andra samlingsutställningar. Han bosatte sig i Hok, där han tillsammans med sin fru Ingrid målade träfigurer som fåglar, tomtar och små trädockor i häradsdräkter till hemslöjden. Hans konst består av stilleben, figursaker, sagomotiv och landskap i olja akvarell eller gouache.